# Ardabilska pokrajina
Ardabilska pokrajina (perz. استان اردبیل; Ostān-e Ardabīl, azer. اردبیل ایالتی; Ərdəbil ostanı) jedna je od 31 iranske pokrajine. Smještena je na sjeverozapadnom dijelu zemlje, a omeđena je Gilanom na istoku, Zandžanskom pokrajinom na jugu, Istočnim Azarbajdžanom na zapadu, te suverenom državom Azerbajdžan na sjeveru. Ardabilska pokrajina ima površinu od 17.953 km², a prema popisu stanovništva iz 2006. godine u toj je pokrajini živjelo 1,228.000 stanovnika. Sjedište pokrajine nalazi se u gradu Ardabilu.

## Okruzi
- Ardabilski okrug
- Bile-Savarski okrug
- Germijski okrug
- Halhalski okrug
- Kovsarski okrug
- Mešginšaherski okrug
- Naminski okrug
- Nirski okrug
- Parsabadski okrug
- Sareinski okrug

## Vanjske poveznice
- (perz.) Službene stranice Ardabilske pokrajine  Arhivirana inačica izvorne stranice od 7. rujna 2012. (Wayback Machine)

Ostali projekti
|  | Zajednički poslužitelj ima još gradiva o temi Ardabilska pokrajina |